# Cyclo-cross international de La Mézière
Le Cyclo-cross international de La Mézière (également connu comme le Val d'Ille Intermarché Cyclo-cross) est une course de cyclo-cross nationale, puis internationale à partir de 2014. La course est disputée dans la commune bretonne de La Mézière, en France. En 2017 et octobre 2019, l'épreuve est le support de la seconde manche de la Coupe de France de cyclo-cross. En janvier 2019, le cyclo-cross est remporté par le champion du monde en titre Wout van Aert. 

## Palmarès

### Hommes élites
| Année       | Vainqueur         | Deuxième              | Troisième          |
| ----------- | ----------------- | --------------------- | ------------------ |
| 2011        | Julien Roussel    | Matthieu Boulo        | Christophe Laborie |
| 2012        | John Gadret       | Julien Roussel        | Arnold Jeannesson  |
| 2013        | Arnold Jeannesson | John Gadret           | Romain Lejeune     |
| 2014        | Francis Mourey    | Fabien Canal          | Ivan Gicquiau      |
| 2015        | Clément Venturini | Dieter Vanthourenhout | Francis Mourey     |
| 2016        | Clément Venturini | Steve Chainel         | Clément Russo      |
| 2017        | Francis Mourey    | Fabien Canal          | Steve Chainel      |
| 2019 (jan.) | Wout van Aert     | Clément Venturini     | Quinten Hermans    |
| 2019 (oct.) | Antoine Benoist   | Steve Chainel         | Kevin Ledanois     |